# Himmelsbambus

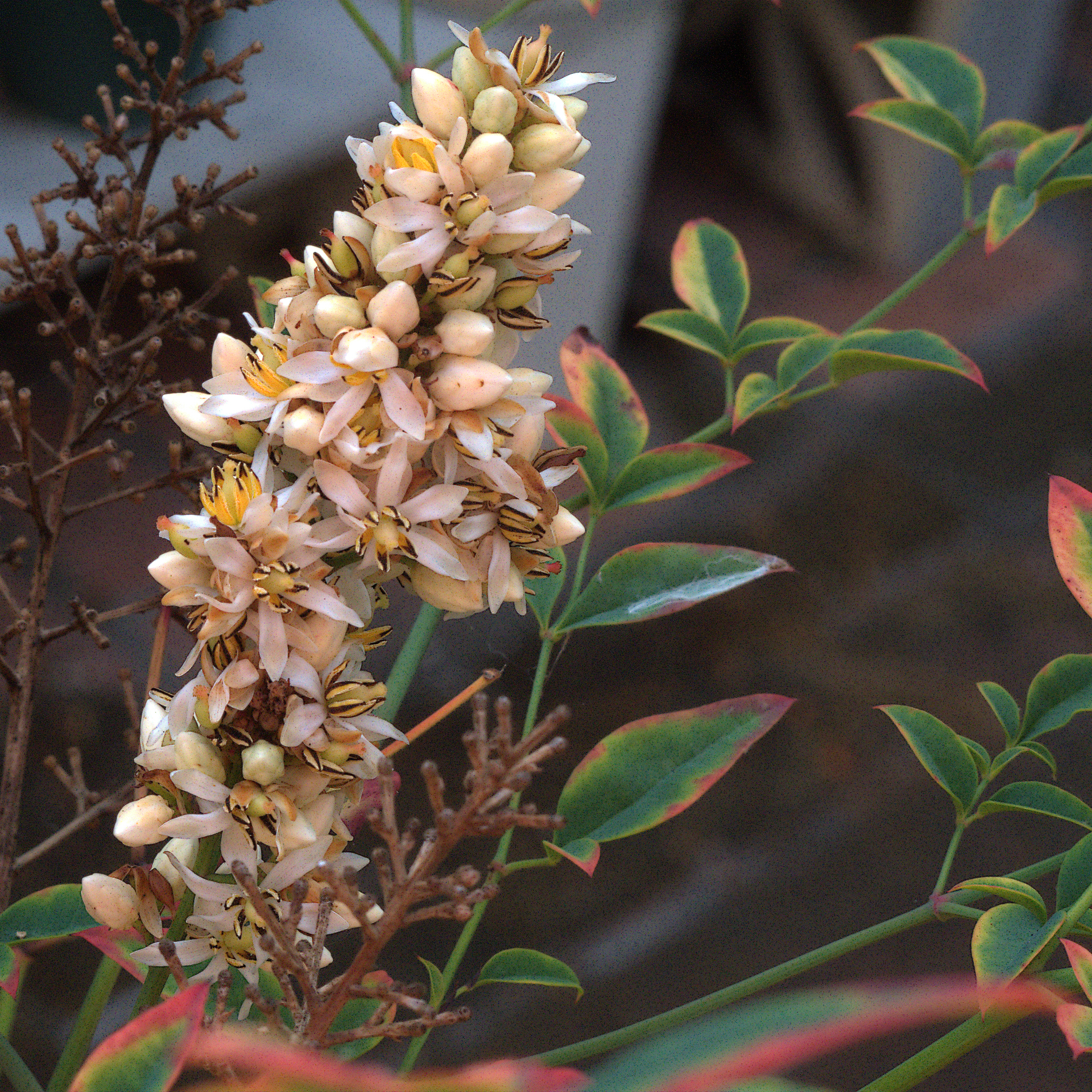
Blütenstand

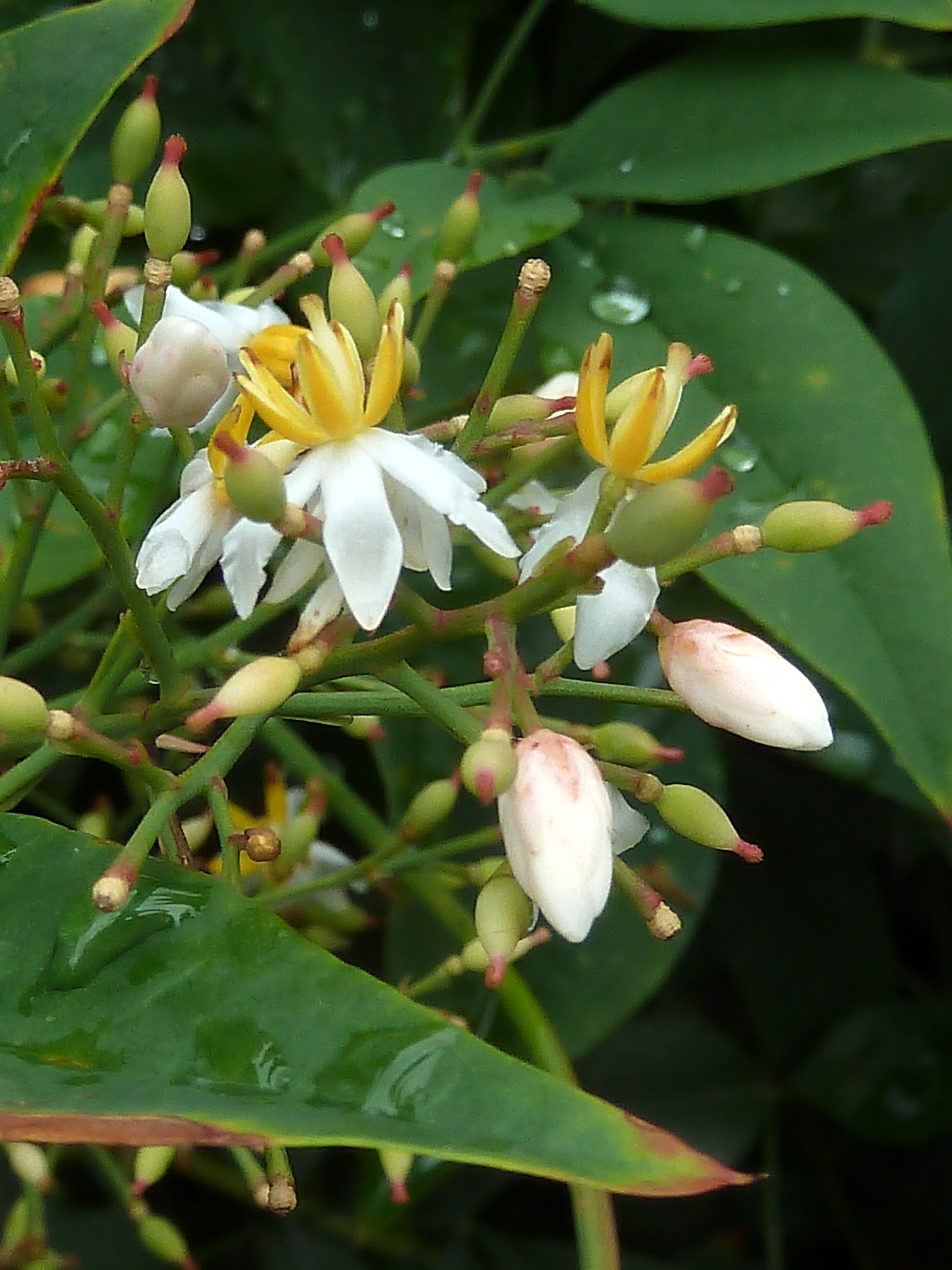
Blüten

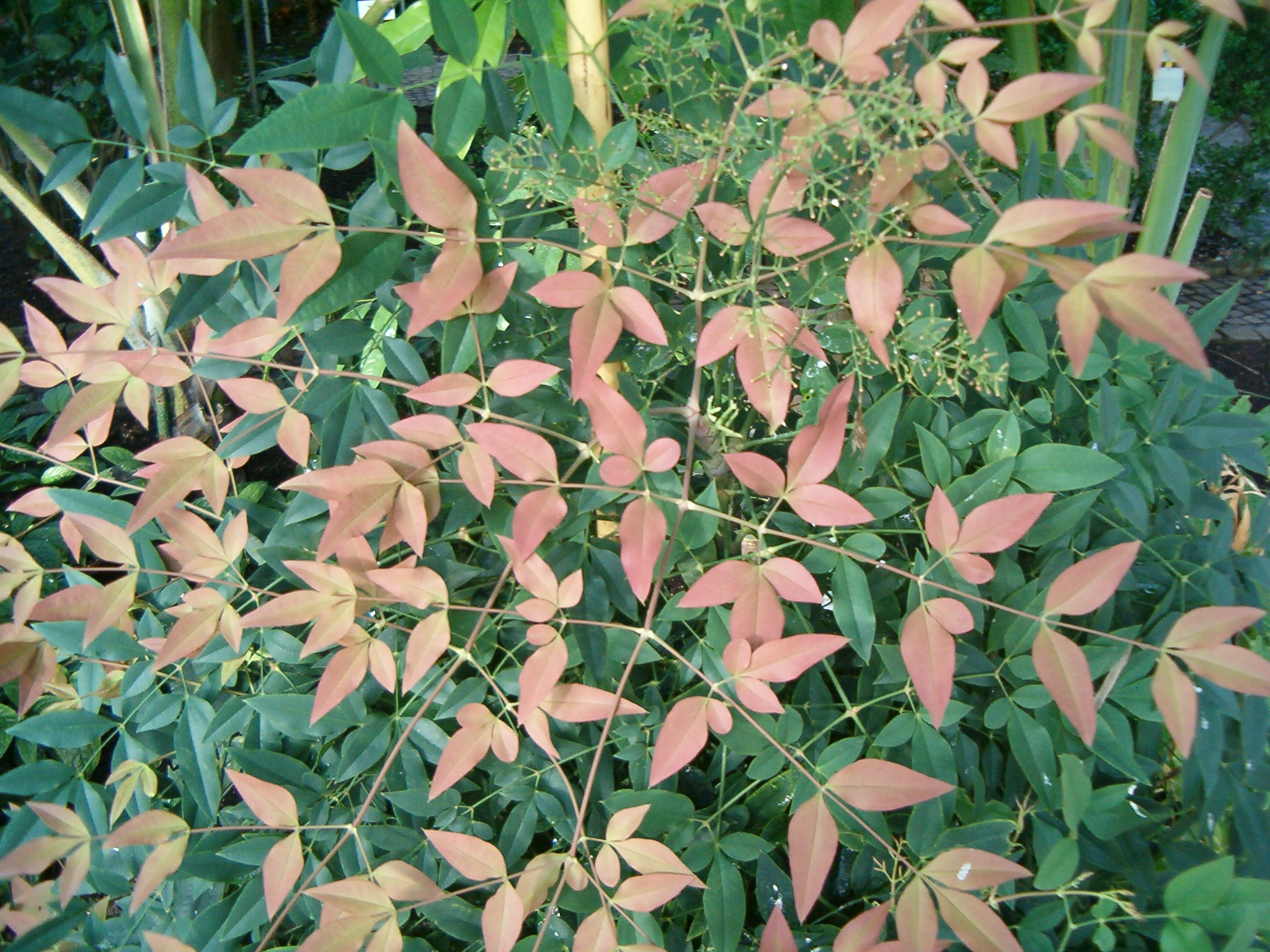
Blätter

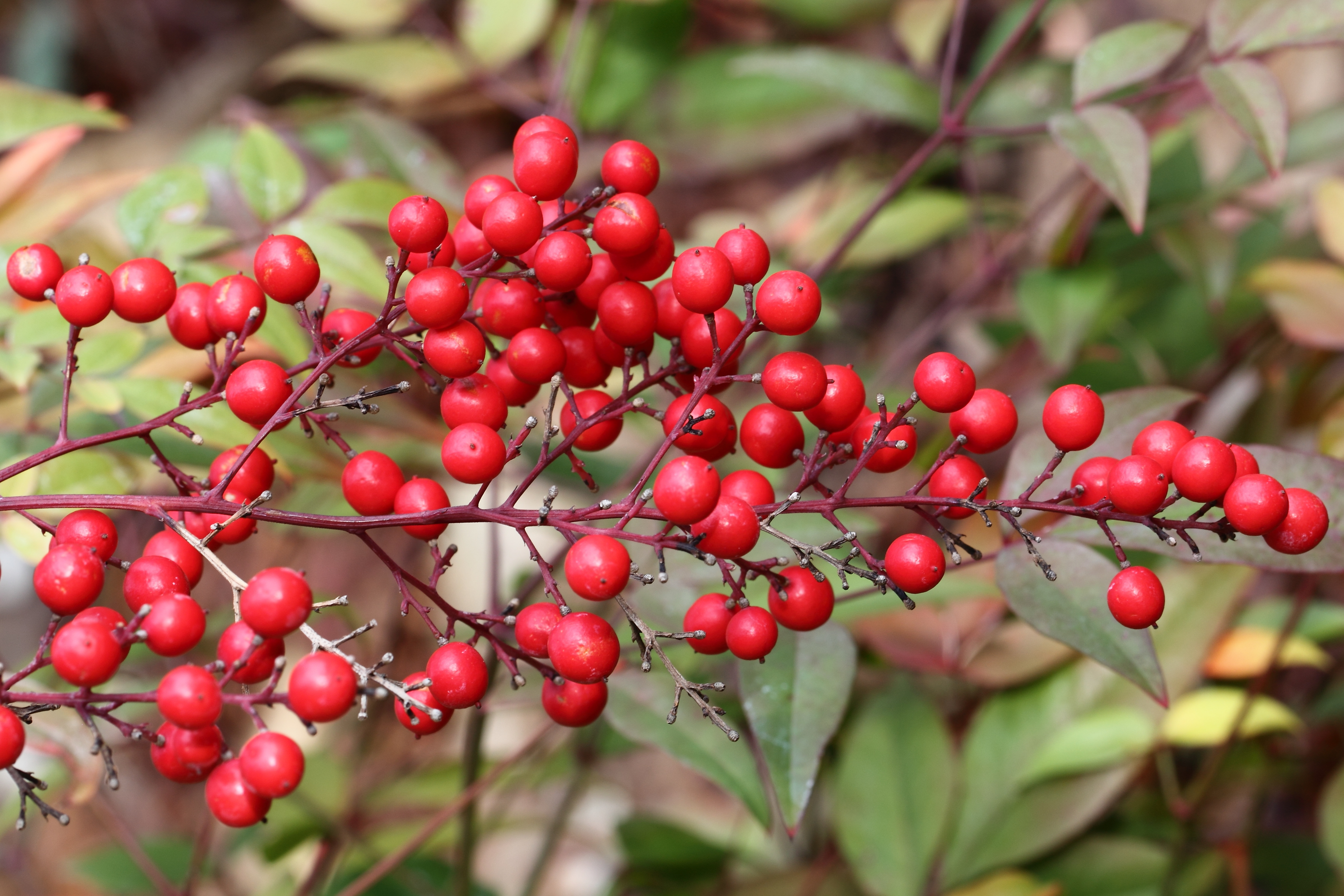
Früchte

Der Himmelsbambus (Nandina domestica), auch Nandine genannt, hat mit Bambus (Unterfamilie der Süßgräser) außer dem Namen nichts zu tun, sondern ist ein Strauch aus der Familie der Berberitzengewächse (Berberidacea). Er ist die einzige Art in der Gattung Nandina in der Unterfamilie Nandinoideae in der monotypischen Tribus Nandineae.

## Vorkommen
Der Himmelsbambus stammt aus Höhenlagen zwischen 0 und 600 m über Meer in Japan, Zentral-China und Indien. Er ist vor allem an Flussufern und Straßenrändern zu finden. Die Art und ihre Sorten finden als Ziersträucher Verwendung.
Im Süden der USA wird der Himmelsbambus als invasive Pflanze betrachtet.

## Wortherkunft
Der deutsche Name Himmelsbambus bezieht sich auf die häufige Verwendung der Pflanze in Tempelgärten Japans, der wissenschaftliche Name Nandina scheint eine Verballhornung des japanischen Namens (in der lateinischen Version) Nanten Zoku zu sein.

## Beschreibung
Der Himmelsbambus ist ein immergrüner, unbewehrter Strauch oder Zwergstrauch mit straff aufrechten, kaum verzweigten rohrartigen Zweigen. Er ist mehrstämmig und erreicht Wuchshöhen von bis zu 2–2,5 Meter. Die Laubblätter, beim Austreiben rot, verfärben sich später oberseits frischgrün und unterseits hellgrün; die Herbstfärbung reicht von intensiv Gelb über Orange zu Purpur. Ohne abzufallen, verfärben sich die Blätter im Frühjahr wieder grün.
Die wechselständigen und gestielten, stängelumfassenden Laubblätter sind zwei- bis dreifach gefiedert und 30 bis über 60 cm lang. An den Seitenachsen der 1. bis 3. Ordnung sind Pulvini ausgebildet. Die fast sitzenden, ganzrandigen, ledrigen, kahlen Blättchen sind eiförmig bis elliptisch oder eilanzettlich, spitz bis zugespitzt, stachelspitzig und bis über 9 Zentimeter lang. Nebenblätter sind nicht vorhanden.
Im Sommer (Juni bis Juli) erscheinen die bis zu 35 Zentimeter langen, endständigen, aufrechten und vielblütigen, rispigen Blütenstände. Je gestielter, zwittriger und duftender Blüte mit doppelter Blütenhülle gibt es spiralig an einer zylindrischen Blütenachse angeordnet, in mehreren Kreisen viele Blütenhüllblätter. Es sind viele, rosa bis weiße, ungleiche, nach innen längere, dachige Kelchblätter (bis 30) in mehreren Kreisen und sechs cremefarbene bis weiße, ausladende bis zurückgelegte Kronblätter ausgebildet. Es sind sechs kurze, fast sitzende Staubblätter mit länglichen Antheren und ein oberständiger, einkammeriger Stempel mit kurzem Griffel und kugeliger, geteilter Narbe vorhanden. 
Im Herbst werden kugelige, leuchtend rote, glatte und lang haltende Beeren mit Griffelresten sowie 6 bis 9 mm Durchmesser gebildet, die ein bis drei graue bis bräunliche, etwa 4–5 mm große Samen enthalten. Die Pflanze ist giftig.
Die Chromosomenzahl beträgt 2n = 20.

## Vermehrung
Die Vermehrung erfolgt durch Aussaat oder durch Stecklinge sowie mit Ausläufern.

## Ansprüche
Der in Mitteleuropa bedingt winterharte Himmelsbambus bevorzugt einen leicht schattigen Standort und fruchtbaren Boden. Grundsätzlich gedeiht er aber auch an einem sonnigen Standort. Problematisch ist nur die Wintersonne bei strengem Frost. Er wird selten als Freilandpflanze, öfter als Kübelpflanze gehalten. Insbesondere im Oberrheintal oder in Weinbaugebieten ist ein Auspflanzen jedoch kein Problem, da er bis −15 Grad durchaus tolerieren kann.

## Zuchtformen
Es gibt einige Zuchtformen, etwa 40.
Die Sorte 'Nana' ist ein Zwergform des Strauchs, deren Blätter sich im Herbst und Winter scharlachrot bis tiefrot verfärben. Sie ist auch unter den Namen 'Compacta' oder 'Pygmaea' bekannt.
'Firepower' ('Fire Power', Dwarf Nandia), trägt im Winter rosa bis rote Blätter und wird nur bis etwa 1 Meter hoch.
'Harbor Dwarf', bleibt nur klein, breitet sich über Rhizome aus und eignet sich als Bodendecker.
'Richmond', eine in Neuseeland gezüchtete Sorte.
'Umpqua Chief', wird bis zu 2 Meter hoch.
'Alba' ('Aurea') mit hellgelben Früchten.
'Gulf Stream', bleibt relativ klein, etwas größer als 'Firepower'.
'Atropupurea Nana', entwickelt keine Blüten und ist sehr klein.
'San Gabriel' ('Filamentosa'), ein Zwergstrauch mit linealischen Blättchen.

## Systematik
Die Beschreibung der Gattung Nandina erfolgte durch die Erstbeschreibung der Art Nandina domestica durch Carl Peter Thunberg im Jahr 1781.